# Skywalk Möhnetal
Der Skywalk Möhnetal ist ein Skywalk am Liethsteilhang auf der Nordseite des Möhnetals in Niederbergheim in Blickrichtung Allagen bzw. ins Möhnetal.

## Geschichte
Der Skywalk Möhnetal wurde am 22. November 2019 offiziell eröffnet. Er wurde als LEADER-Projekt Skywalk-Möhnetal von der Dorfinitiative Allagen/Niederbergheim e. V. errichtet. Von der Konzeptentwicklung bis zur Realisierung basiert das Projekt auf privater Initiative und privatem Engagement. Er ist Teil des Projekts „3-Landschaftserlebniswelten Möhnetal“.
Die NRW-Stiftung förderte in Höhe von 52.000 Euro. Insgesamt rund 170.000 Euro an Fördermitteln wurden aufgebracht. Dazu kamen private Spenden und mehreren hundert Stunden ehrenamtlicher Arbeit.
Drei Wanderwege und ein Radweg führen zum Walk. Die Stegbreite des Skywalk erlaubt Rollstuhlbegegnungsverkehr.
Der Panoramablick geht über das Möhnetal bis in den Arnsberger Wald.

## Technische Daten
Länge ins Tal 31 m. Höhenunterschied von Spitze des Skywalks ins Tal 80 m. Er kann etwa 190 Personen tragen.